# Kane Hamidou Baba
Kane Hamidou Baba, né le 10 avril 1954 et mort le 28 décembre 2021, est un homme politique mauritanien.
Il est membre de l'Union des forces démocratiques et sert à l'Assemblée nationale de 2006 à 2013.
Il meurt dans une collision de la circulation à Las Palmas, en Espagne, le 28 décembre 2021, à l'âge de 67 ans.